# Oryzomys marinhus
Cerradomys marinhus là một loài động vật có vú trong họ Cricetidae, bộ Gặm nhấm. Loài này được Bonvicino mô tả năm 2003.